# Bad World Tour
«Bad World Tour» (з англ. «Поганий» Світовий Тур) — перший світовий, сольний тур американського співака, композитора, музиканта Майкла Джексона.   Тур був організований за для підтримки його сьомого сольного альбому під назвою Bad. Цей тур почався 12 вересня 1987 року у місті Токіо, Японія, а закінчився 27 січня 1989 року у місті Лос-Анджелес, США. Спонсором тура була компанія PepsiCo, всього Майкл Джексон дав 123 концерта. Він зібрав більше ніж 125 млн. доларів  за це він попав до Книги рекордів Гіннеса, як самий прибутковий тур з найбільшою аудиторією. На концерті в Лондоні (з 14 по 23 липня і з 26 по 27 серпня 1988 року), Майкл Джексон побив світовий рекорд (рекорд був зафіксований Книгою рекордів Гіннеса) на концерті було 504 тис. людей, це в 7 разів більше, ніж у якогось іншого виконавця.

## Два етапа
1 Етап  — (з 12 вересня по 28 листопада 1987 року)
Репетиція — Майкл Джексон провів генеральну репетицію у адміністративному центрі округа Ескамбіа в штаті Флорида, США.
Репетиція пройшла 18 лютого 1988 року.
2 Етап  — (з 23 лютого 1988 року по 27 січня 1989 року)

## Сет-лист
1987
1. «Wanna Be Startin' Somethin'»
2. «Things I Do for You»
3. «Off the Wall»
4. «Human Nature»
5. «This Place Hotel»
6. «She’s Out of My Life»
7. The Jackson 5 Medley:
  1. «I Want You Back»
  2. «The Love You Save»
  3. «I’ll Be There»
8. «Rock with You»
9. «Lovely One»
10. «Bad Groove»
11. «Workin' Day and Night»
12. «Beat It»
13. «Billie Jean»
14. «Shake Your Body (Down to the Ground)»
15. «Thriller»
16. «I Just Can’t Stop Loving You» (дует з Шеріл Кроу)
17. «Bad»

1988-1989
1. «Wanna Be Startin' Somethin'»
2. «This Place Hotel»
3. «Another Part Of Me»
4. «I Just Can’t Stop Loving You» (дует з Шеріл Кроу)
5. «She's Out Of My Life»
6. The Jackson 5 Medley:
  1. «I Want You Back»
  2. «The Love You Save»
  3. «I’ll Be There»
7. «Rock With You»
8. «Human Nature»
9. «Smooth Criminal»
10. «Dirty Diana»
11. «Thriller»
12. «Bad Groove»
13. «Workin' Day and Night»
14. «Beat It»
15. «Billie Jean»
16. «Bad»
17. «The Way You Make Me Feel»
18. «Man in the Mirror»

## Дати концертів
| Дата                                  | Місто         | Країна     | Місце проведення                  |
| ------------------------------------- | ------------- | ---------- | --------------------------------- |
| Перша частина (1987)                  |               |            |                                   |
| Азія                                  |               |            |                                   |
| 12 вересня 1987                       | Токіо         | Японія     | Korakuen Stadium                  |
| 13 вересня 1987                       | Токіо         | Японія     | Korakuen Stadium                  |
| 14 вересня 1987                       | Токіо         | Японія     | Korakuen Stadium                  |
| 19 вересня 1987                       | Нісіномія     | Японія     | Hankyu Nishinomiya Stadium        |
| 20 вересня 1987                       | Нісіномія     | Японія     | Hankyu Nishinomiya Stadium        |
| 21 вересня 1987                       | Нісіномія     | Японія     | Hankyu Nishinomiya Stadium        |
| 25 вересня 1987                       | Йокогама      | Японія     | Yokohama Stadium                  |
| 26 вересня 1987                       | Йокогама      | Японія     | Yokohama Stadium                  |
| 27 вересня 1987                       | Йокогама      | Японія     | Yokohama Stadium                  |
| 3 жовтня 1987                         | Йокогама      | Японія     | Yokohama Stadium                  |
| 4 жовтня 1987                         | Йокогама      | Японія     | Yokohama Stadium                  |
| 10 жовтня 1987                        | Осака         | Японія     | Osaka Stadium                     |
| 11 жовтня 1987                        | Осака         | Японія     | Osaka Stadium                     |
| 12 жовтня 1987                        | Осака         | Японія     | Osaka Stadium                     |
| Австралія                             |               |            |                                   |
| 13 листопада 1987                     | Мельбурн      | Австралія  | Olympic Park Stadium              |
| 20 листопада 1987                     | Сідней        | Австралія  | Parramatta Stadium                |
| 21 листопада 1987                     | Сідней        | Австралія  | Parramatta Stadium                |
| 27 листопада 1987                     | Брисбен       | Австралія  | Brisbane Entertainment Centre     |
| 28 листопада 1987                     | Брисбен       | Австралія  | Brisbane Entertainment Centre     |
| Друга частина (1988-1989)             |               |            |                                   |
| Генеральна репетиція повного концерту |               |            |                                   |
| 18 лютого 1988                        | Пенсакола     | США        | Pensacola Civic Center            |
| Концерти                              |               |            |                                   |
| Північна Америка                      |               |            |                                   |
| 23 лютого 1988                        | Канзас-Сіті   | США        | Kemper Arena                      |
| 24 лютого 1988                        | Канзас-Сіті   | США        | Kemper Arena                      |
| 3 березня 1988                        | Нью-Йорк      | США        | Медісон-сквер-гарден              |
| 5 березня 1988                        | Нью-Йорк      | США        | Медісон-сквер-гарден              |
| 6 березня 1988                        | Нью-Йорк      | США        | Медісон-сквер-гарден              |
| 12 березня 1988                       | Сент-Луїс     | США        | St. Louis Arena                   |
| 13 березня 1988                       | Сент-Луїс     | США        | St. Louis Arena                   |
| 18 березня 1988                       | Індіанаполіс  | США        | Market Square Arena               |
| 19 березня 1988                       | Індіанаполіс  | США        | Market Square Arena               |
| 20 березня 1988                       | Луїсвілл      | США        | Freedom Hall                      |
| 24 березня 1988                       | Денвер        | США        | McNichols Sports Arena            |
| 25 березня 1988                       | Денвер        | США        | McNichols Sports Arena            |
| 26 березня 1988                       | Денвер        | США        | McNichols Sports Arena            |
| 30 березня 1988                       | Гартфорд      | США        | Hartford Civic Arena              |
| 31 березня 1988                       | Гартфорд      | США        | Hartford Civic Arena              |
| 1 квітня 1988                         | Гартфорд      | США        | Hartford Civic Arena              |
| 8 квітня 1988                         | Х'юстон       | США        | The Summit                        |
| 9 квітня 1988                         | Х'юстон       | США        | The Summit                        |
| 10 квітня 1988                        | Х'юстон       | США        | The Summit                        |
| 13 квітня 1988                        | Атланта       | США        | Omni Colideum                     |
| 14 квітня 1988                        | Атланта       | США        | Omni Colideum                     |
| 15 квітня 1988                        | Атланта       | США        | Omni Colideum                     |
| 19 квітня 1988                        | Розмонт       | США        | Allstate Arena                    |
| 20 квітня 1988                        | Розмонт       | США        | Allstate Arena                    |
| 21 квітня 1988                        | Розмонт       | США        | Allstate Arena                    |
| 25 квітня 1988                        | Даллас        | США        | Reunion Arena                     |
| 26 квітня 1988                        | Даллас        | США        | Reunion Arena                     |
| 27 квітня 1988                        | Даллас        | США        | Reunion Arena                     |
| 4 травня 1988                         | Міннеаполіс   | США        | Met Center                        |
| 5 травня 1988                         | Міннеаполіс   | США        | Met Center                        |
| 6 травня 1988                         | Міннеаполіс   | США        | Met Center                        |
| Європа                                |               |            |                                   |
| 23 травня 1988                        | Рим           | Італія     | Stadio Flaminio                   |
| 24 травня 1988                        | Рим           | Італія     | Stadio Flaminio                   |
| 29 травня 1988                        | Турин         | Італія     | Олімпійський стадіон              |
| 2 червня 1988                         | Відень        | Австрія    | Ернст-Гаппель-Штадіон             |
| 5 червня 1988                         | Роттердам     | Нідерланди | Феєнорд                           |
| 6 червня 1988                         | Роттердам     | Нідерланди | Феєнорд                           |
| 7 червня 1988                         | Роттердам     | Нідерланди | Феєнорд                           |
| 11 червня 1988                        | Гетеборг      | Швеція     | Eriksberg Docks Grounds           |
| 12 червня 1988                        | Гетеборг      | Швеція     | Eriksberg Docks Grounds           |
| 16 червня 1988                        | Базель        | Швейцарія  | Стадіон «Санкт-Якоб»              |
| 19 червня 1988                        | Берлін        | Німеччина  | Рейхстаг                          |
| 23 червня 1988                        | Ліон          | Франція    | Жерлан                            |
| 27 червня 1988                        | Париж         | Франція    | Парк де Пренс                     |
| 28 червня 1988                        | Париж         | Франція    | Парк де Пренс                     |
| 1 липня 1988                          | Гамбург       | Німеччина  | Фолькспаркштадіон                 |
| 3 липня 1988                          | Кельн         | Німеччина  | Рейн Енергі                       |
| 8 липня 1988                          | Мюнхен        | Німеччина  | Олімпійський стадіон              |
| 10 липня 1988                         | Гоккенгайм    | Німеччина  | Гоккенгаймринг                    |
| 14 липня 1988                         | Лондон        | Англія     | Wembley Stadium                   |
| 15 липня 1988                         | Лондон        | Англія     | Wembley Stadium                   |
| 16 липня 1988                         | Лондон        | Англія     | Wembley Stadium                   |
| 22 липня 1988                         | Лондон        | Англія     | Wembley Stadium                   |
| 23 липня 1988                         | Лондон        | Англія     | Wembley Stadium                   |
| 26 липня 1988                         | Кардіфф       | Уельс      | Cardiff Arms Park                 |
| 30 липня 1988                         | Корк          | Ірландія   | Páirc Uí Chaoimh                  |
| 31 липня 1988                         | Корк          | Ірландія   | Páirc Uí Chaoimh                  |
| 5 серпня 1988                         | Марбелья      | Іспанія    | Estadio Municipal de Marbella     |
| 7 серпня 1988                         | Мадрид        | Іспанія    | Вісенте Кальдерон                 |
| 9 серпня 1988                         | Барселона     | Іспанія    | Камп Ноу                          |
| 12 серпня 1988                        | Монпельє      | Франція    | Stade Richter                     |
| 14 серпня 1988                        | Ніцца         | Франція    | Stade Charles-Ehrmann             |
| 19 серпня 1988                        | Лозанна       | Швейцарія  | Стад Олімпік де ла Понтез         |
| 21 серпня 1988                        | Вюрцбург      | Німеччина  | Talavera Wiesen Grounds           |
| 23 серпня 1988                        | Верхтер       | Бельгія    | Werchter Festival Ground          |
| 26 серпня 1988                        | Лондон        | Англія     | Wembley Stadium                   |
| 27 серпня 1988                        | Лондон        | Англія     | Wembley Stadium                   |
| 29 серпня 1988                        | Лідс          | Англія     | Roundhay Park                     |
| 2 вересня 1988                        | Ганновер      | Німеччина  | АВД-Арена                         |
| 4 вересня 1988                        | Гельзенкірхен | Німеччина  | Parkstadion                       |
| 6 вересня 1988                        | Лінц          | Австрія    | Linzer Stadium                    |
| 10 вересня 1988                       | Мілтон-Кінз   | Англія     | The National Bowl                 |
| 11 вересня 1988                       | Ліверпуль     | Англія     | Aintree Racecourse                |
| Північна Америка                      |               |            |                                   |
| 26 вересня 1988                       | Піттсбург     | США        | Мелон-арена                       |
| 27 вересня 1988                       | Піттсбург     | США        | Мелон-арена                       |
| 28 вересня 1988                       | Піттсбург     | США        | Мелон-арена                       |
| 3 жовтня 1988                         | Іст-Ратерфорд | США        | Континентал-Ерлайнс-арена         |
| 4 жовтня 1988                         | Іст-Ратерфорд | США        | Континентал-Ерлайнс-арена         |
| 5 жовтня 1988                         | Іст-Ратерфорд | США        | Континентал-Ерлайнс-арена         |
| 10 жовтня 1988                        | Клівленд      | США        | Coliseum at Richfield             |
| 11 жовтня 1988                        | Клівленд      | США        | Coliseum at Richfield             |
| 13 жовтня 1988                        | Ландовер      | США        | Capital Centre                    |
| 17 жовтня 1988                        | Ландовер      | США        | Capital Centre                    |
| 18 жовтня 1988                        | Ландовер      | США        | Capital Centre                    |
| 19 жовтня 1988                        | Ландовер      | США        | Capital Centre                    |
| 24 жовтня 1988                        | Оберн-Гіллс   | США        | Пелес-оф-Оберн-Гіллс              |
| 25 жовтня 1988                        | Оберн-Гіллс   | США        | Пелес-оф-Оберн-Гіллс              |
| 26 жовтня 1988                        | Оберн-Гіллс   | США        | Пелес-оф-Оберн-Гіллс              |
| 7 листопада 1988                      | Ірвайн        | США        | Irvine Meadows Amphitheater       |
| 8 листопада 1988                      | Ірвайн        | США        | Irvine Meadows Amphitheater       |
| 9 листопада 1988                      | Ірвайн        | США        | Irvine Meadows Amphitheater       |
| 13 листопада 1988                     | Лос-Анджелес  | США        | Los Angeles Memorial Sports Arena |
| Азія                                  |               |            |                                   |
| 9 грудня 1988                         | Токіо         | Японія     | Tokyo Dome                        |
| 10 грудня 1988                        | Токіо         | Японія     | Tokyo Dome                        |
| 11 грудня 1988                        | Токіо         | Японія     | Tokyo Dome                        |
| 17 грудня 1988                        | Токіо         | Японія     | Tokyo Dome                        |
| 18 грудня 1988                        | Токіо         | Японія     | Tokyo Dome                        |
| 19 грудня 1988                        | Токіо         | Японія     | Tokyo Dome                        |
| 24 грудня 1988                        | Токіо         | Японія     | Tokyo Dome                        |
| 25 грудня 1988                        | Токіо         | Японія     | Tokyo Dome                        |
| 26 грудня 1988                        | Токіо         | Японія     | Tokyo Dome                        |
| Північна Америка                      |               |            |                                   |
| 16 січня 1989                         | Лос-Анджелес  | США        | Los Angeles Memorial Sports Arena |
| 17 січня 1989                         | Лос-Анджелес  | США        | Los Angeles Memorial Sports Arena |
| 18 січня 1989                         | Лос-Анджелес  | США        | Los Angeles Memorial Sports Arena |
| 26 січня 1989                         | Лос-Анджелес  | США        | Los Angeles Memorial Sports Arena |
| 27 січня 1989                         | Лос-Анджелес  | США        | Los Angeles Memorial Sports Arena |

## Скасовані та перенесені дати
| Дата                      | Місто        | Країна        | Причина скасування/перенесення                             |
| ------------------------- | ------------ | ------------- | ---------------------------------------------------------- |
| Перша частина (1987)      |              |               |                                                            |
| 3 листопада 1987          | Перт         | Австралія     | Скасовані через невідомі причини                           |
| 8 листопада 1987          | Аделаїда     | Австралія     | Скасовані через невідомі причини                           |
| 2 грудня 1987             | Веллінгтон   | Нова Зеландія | Скасовані через невідомі причини                           |
| 6 грудня 1987             | Окленд       | Нова Зеландія | Скасовані через невідомі причини                           |
| Друга частина (1988-1989) |              |               |                                                            |
| 31 жовтня 1988            | Такома       | США           | Скасовані через хворобу, однак усі квитки вже були продані |
| 1 листопада 1988          | Такома       | США           | Скасовані через хворобу, однак усі квитки вже були продані |
| 2 листопада 1988          | Такома       | США           | Скасовані через хворобу, однак усі квитки вже були продані |
| 14 листопада 1988         | Лос-Анджелес | США           | Перенесений на 16 січня 1989 через хворобу                 |
| 15 листопада 1988         | Лос-Анджелес | США           | Перенесений на 17 січня 1989 через хворобу                 |
| 16 листопада 1988         | Лос-Анджелес | США           | Перенесений на 18 січня 1989 через хворобу                 |
| 21 листопада 1988         | Лос-Анджелес | США           | Перенесений на 26 січня 1989 через хворобу                 |
| 22 листопада 1988         | Лос-Анджелес | США           | Перенесений на 27 січня 1989 через хворобу                 |